# 碎片
碎片（英语：splinter，又称sliver）是指从较大的物体中断裂出的一小块碎屑，或是穿入人体或被故意注入人体的异物。这种异物必须嵌入组织中，才可称为碎片。碎片可能因撕裂皮肤和肌肉造成初期疼痛，或者由于异物上携带的细菌引起感染。
碎片主要由木头构成，但也有许多其他类型，例如常见的还有头发、玻璃、塑料、金属以及某些动物的刺。
如同所有破坏皮肤的创伤一样，碎片可能导致感染，若不及时处理，可能会引发更严重的并发症。如果碎片在体内停留超过2至3天，或伤口即使取出碎片后仍出现发炎或压痛等迹象，应及时就医。

## 碎片的形成
通常，当尖锐异物首次刺入人体时，会引起初步疼痛。异物穿透皮肤表层，进入皮下组织，甚至可能进一步深入，穿透皮下层，嵌入肌肉组织，甚至达到骨骼。一些碎片会留在原处，而大多数（例如头发碎片）会在体内迁移，对周围组织造成进一步损害。

## 类型

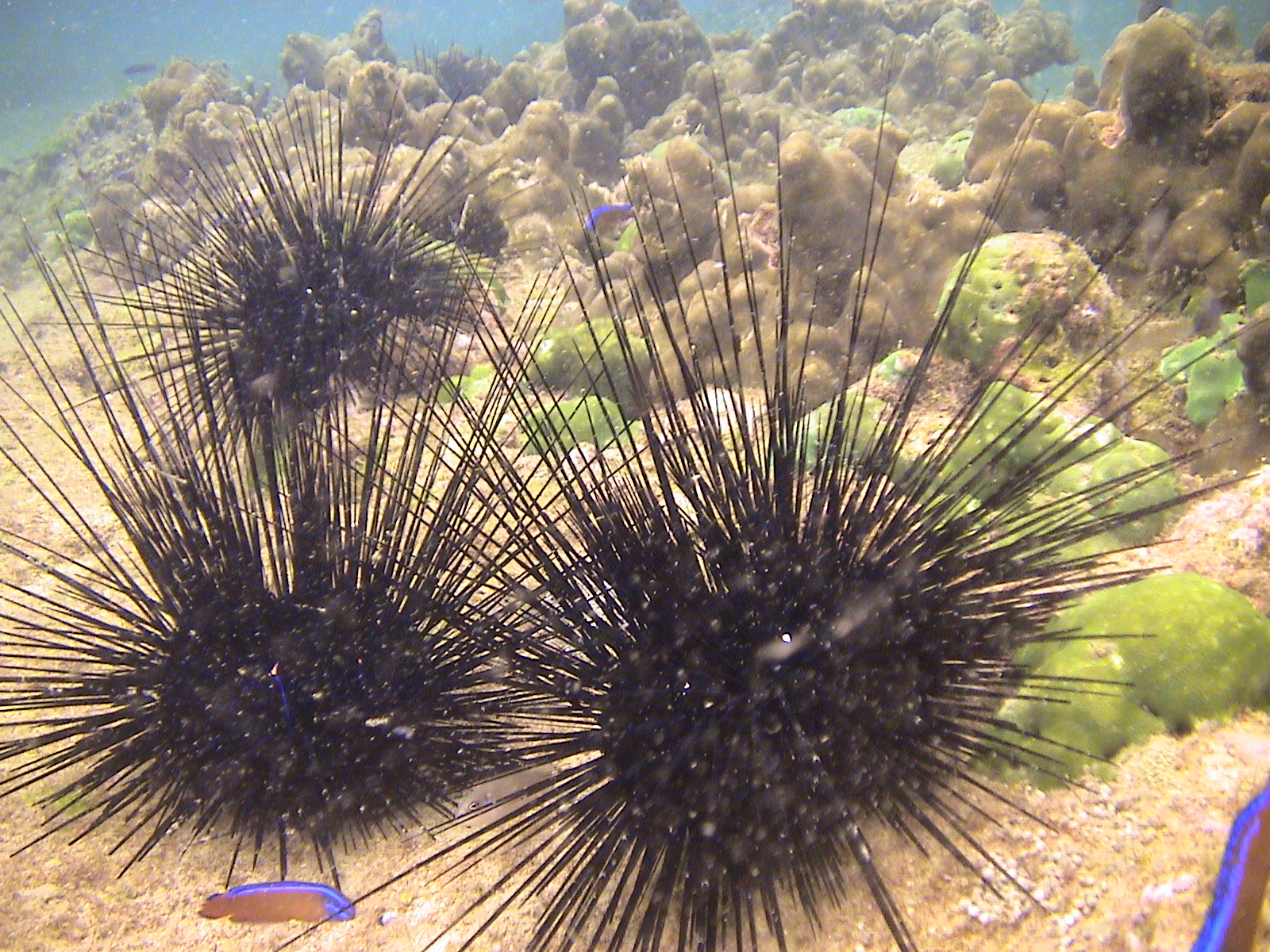
海胆可能造成刺伤

根据美国家庭医师学会的说法，人类最常接触的异物主要分为两类：生物性碎片和非生物性碎片。
在生物性分类中，常见碎片包括骨头、鱼骨、牙齿、头发和木材。而在非生物性分类中，常见的碎片包括玻璃、金属、铝、鱼钩、铅笔石墨以及塑料。
少数情况下，人们可能因更罕见的来源而遭受碎片感染。例如，常见的异物还有海胆、昆虫刺伤、魟鱼的毒刺，甚至手榴弹破片等。

## 某些类型碎片的具体细节
- 木材：此类碎片来源于木材或其他植物性材料。木刺必须从伤口中取出，因为它们容易引起炎症和感染的风险。较大或较深的木刺可能难以取出，或异物定位困难。
- 鱼钩：鱼钩嵌入皮肤中往往更为棘手，因为大多数鱼钩末端都带有倒刺，这些倒刺设计上就是为了防止脱落。若不谨慎处理，不仅皮肤，连肌肉也可能遭受撕裂。鱼钩导致的最常见伤害部位包括手部、面部、头皮、足部和眼睛。
- 玻璃：有研究发现，相比其他类型的碎片，玻璃碎片嵌入皮肤后更容易引发明显的不适感。尽管玻璃通常可以通过X光摄影检测到，并具有射线不透明性，但对于小于2毫米的玻璃碎片，X光的检测能力有限。大多数玻璃碎片属于惰性，一般不会迁移到身体其他部位。[4]
- 其他：铅笔芯和其他石墨类异物如果嵌入皮肤表层而未及时取出，可能导致永久性色素沉着（类似纹身）。金属类异物从气枪弹丸到手榴弹碎片不等。若创伤深度较浅，小型异物通常可以较容易取出；但若异物深入皮下组织且无活性，可能会长期留在体内。大型异物若仍停留在表层，可较为容易取出；但若深入肌肉或接近重要器官，则应避免擅自处理，需立即就医。
- 头发：较短而坚硬的头发（如修剪后的胡须或宠物毛发）可刺入手或脚的皮肤下，形成“头发碎片”（cutaneous pili migrans）。这种情况常见于美发师和宠物美容师。其与倒毛不同，倒毛仍连接于毛囊，并向皮下生长或无法穿出皮肤表层。而头发碎片所嵌入的毛发，可能并非本人毛发，可能来源于他人或动物。[5]

## 检测

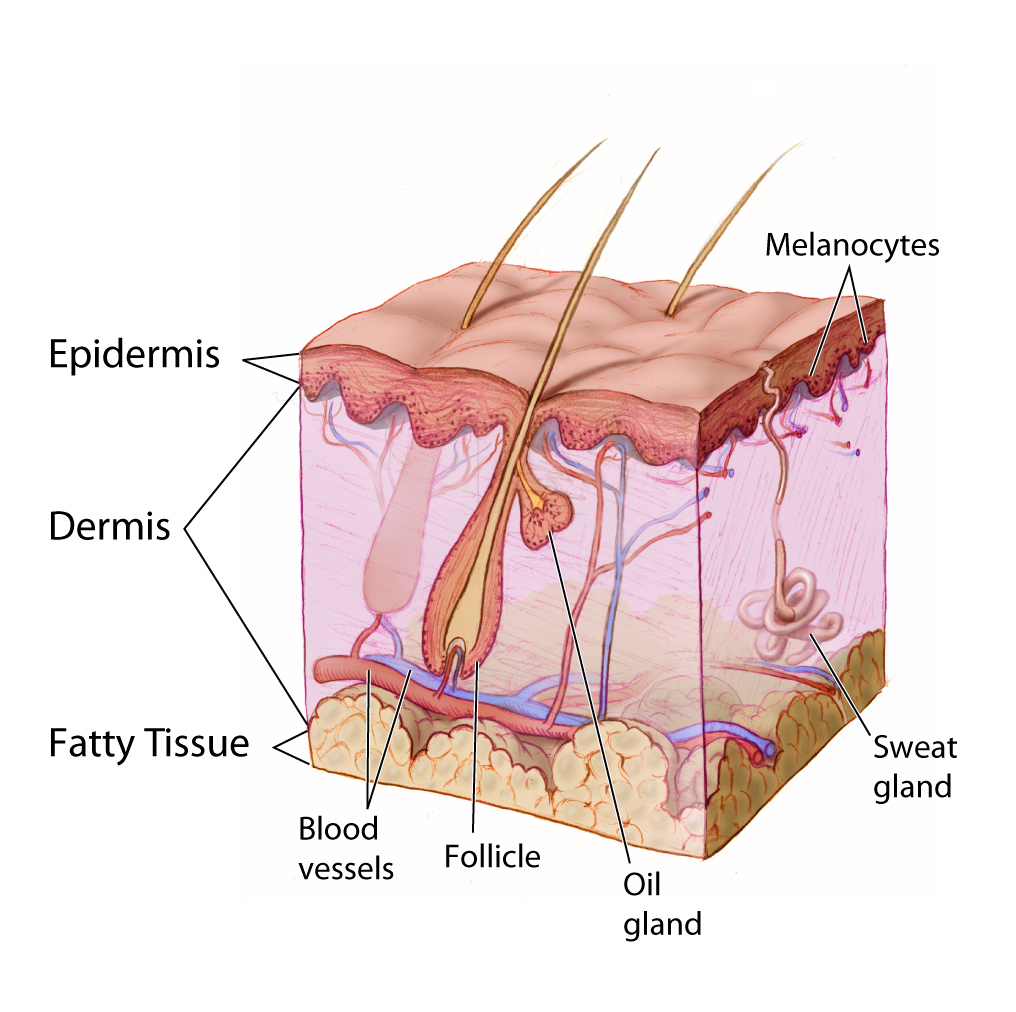
皮肤解剖结构 – NCI 视觉图

碎片通常首先由本人察觉。以下是识别体内碎片可能存在的若干迹象：

### 隐性异物的征象
- 穿透伤
- 新伤口中带血的伤道
- 深部按压时出现锐痛
- 表皮下变色
- 运动时诱发疼痛的伤口
- 无法愈合的伤口
- 脓肿（细菌培养无菌）
- 与肿块相关的疼痛
- 表皮下的肿块
- 慢性化脓性引流伤口
- 囊肿
- 肉芽肿形成
- 无菌单关节关节炎
- 骨膜反应
- 骨髓炎
- 骨伪肿瘤
- 延迟性肌腱或神经损伤

### 成像检测

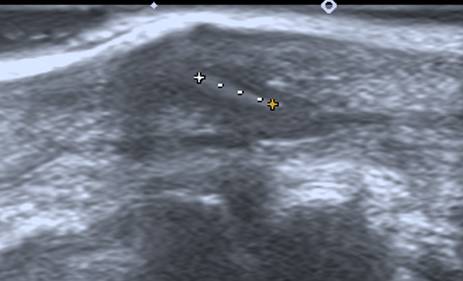
指部皮下碎片（4×1毫米）的超声成像，带有倾斜影像

当手动检测和定位失败时，以下是医学上用于检测碎片的主要医学成像方法：
- 普通X光摄影：适用于定位骨骼、鱼刺、玻璃、石子、金属、铝、铅笔石墨、部分塑料、牙齿及部分木材（如荆棘、仙人掌刺）
- 医学超声检查：适用于检测玻璃、金属、铅笔石墨、部分塑料、石头以及某些木材碎片[6]

位于远离骨头的小型木刺（1–4毫米）最适合使用超声波检测；而对于靠近骨骼的碎片，则CT扫描和核磁共振成像具有更高的灵敏度和特异度。

## 处理
小型碎片通常可以在家中通过镊子、针或其他消毒工具小心地移除。建议在良好照明条件下操作，并使用酒精或碘酒消毒工具及伤口。移除后，应清洗伤口并敷以干净绷带。
对于较深或不易取出的碎片，应寻求专业医疗帮助，避免碎片断裂留在体内。医生可能会使用局部麻醉、影像辅助（如超声波或X光）进行定位和移除。在某些情况下，可能需要外科小手术。

## 移除
有多种医学技术可以安全移除碎片。 常见的方法包括椭圆切除法（Elliptical Technique）和拉线法（String Technique）。
在椭圆切除法中，医生会沿碎片周围切一个椭圆形切口，并在该区域切除一个倒锥形的肉块，将含有碎片的组织一并取出。拉线法则主要用于移除鱼钩：方法是将一根绳子环绕鱼钩基部，同时将鱼钩轻轻推进皮肤，使倒刺离开肌肉组织，在拉动绳子的同时取出鱼钩，避免钩住更多组织。
由于碎片穿透了人体的物理屏障，容易引起感染。 碎片所造成的开放性伤口为细菌进入体内提供了通道，因此强烈建议在感染发生前及时移除碎片。

## 感染
感染通常与异物在人体中停留的时间长短有关。若异物含有毒素、伤口较深、带有泥土或由咬伤引起，感染可能更快发生。据美国家庭医师学会（AAFP）指出，年长者、糖尿病患者、伤口较大或不规则者，感染风险更高。预防感染最有效的方式就是尽快彻底移除异物。
尽管感染是碎片最常见的并发症，发生率约为1.1%至12%，但医学界普遍认为，对于非咬伤造成的异物伤，常规使用抗生素并非必要。 尽管较为罕见，异物引发的伤口感染仍有可能导致破伤风。
例如1993年俄亥俄州的一例案例：一名80岁妇女因吞咽困难及下颌僵硬前往急诊。初步检查后发现其下巴处有一根木刺已嵌入约一周，区域发红并伴有化脓性引流。她被确诊为破伤风，随后住院治疗，并接受了3,000单位的破伤风免疫球蛋白、破伤风类毒素以及克林霉素静脉注射。尽管进行机械辅助呼吸等积极治疗，该患者仍于15天后死于感染引发的并发症。调查发现她既往未接受过破伤风疫苗注射，尽管曾因其他创伤接受过医疗护理。
由于大多数碎片是由有机物构成，其感染风险通常高于其他类型的穿刺物。有机碎片常携带多种细菌，可能引起如破伤风等严重感染。人体对有机异物的清除能力较差，这也是其风险较高的原因之一。